# Orquesta Típica de la Ciudad de México
La Orquesta Típica de la Ciudad de México es la orquesta en activo más antigua de México y Latinoamérica con más de 100 años de existencia. Fue fundada en 1884 por Carlos Curti y declarada en 2011 como Patrimonio Cultural Intangible de la Ciudad de México. Pertenece a la Secretaría de Cultura de la Ciudad de México.
Actualmente la orquesta está integrada por 91 personas, entre músicos instrumentistas, músicos cantantes y personal de instrumental. Todos ellos al paso del tiempo han interpretado más de mil 300 obras musicales que hacen referencia a las expresiones de la música mexicana de cualquier época y de música clásica, típica, popular y tradicional mexicana.
Conserva desde su fundación las principales características que le han dado su peculiaridad. Como orquesta típica interpreta fundamentalmente obras tradicionales mexicanas tanto del dominio público como de reconocidos compositores mexicanos y obras del repertorio internacional clásico y popular.
Su particular sonido y su singularidad se deben a que es la única orquesta en el mundo conformada por los instrumentos propios de una orquesta (cuerdas, maderas, metales y percusiones) y la inclusión de instrumentos típicos mexicanos como el salterio, el bandolón, la guitarra, el bajo sexto y la marimba chiapaneca, sección que se conoce como "Los típicos", debido a que estos instrumentos han permanecido como conformación instrumental original desde 1884, además es la única orquesta que cuenta con un coro permanente.
Cuenta con un repertorio de más de 300 obras que en su mayoría fueron arregladas o compuestas expresamente para ella. Actualmente dicho acervo se encuentra a resguardo tanto en la Biblioteca de la propia orquesta como en el Archivo Histórico de la Ciudad de México "Carlos de Sigüenza y Góngora".

## Historia
El nacionalismo musical de México tuvo su origen en el desarrollo de una de las tres corrientes musicales que apuntaron en nuestro país desde 1785; esta corriente musical fue la copiosísima producción de "sonecitos del país" y "jarabitos", la cual era legítimamente popular.
Esta música era cantada y bailada con acompañamiento sencillo o floreado de conjuntos musicales integrados por arpa, guitarras, violines, bandolones, salterios y guitarrones. Mientras tanto, en los escenarios teatrales se presentaban "sonecitos españoles" y "bailes profesionales" de gusto y sabor europeo, pero todo ello orquestado y ejecutado por músicos y bailarines profesionales.
Cuando por petición popular se obtuvo el consentimiento de las autoridades virreinales para que en el Gran Teatro de la Metrópoli se alternaran "sonecitos españoles" con "sonecitos del país" o "sonecitos de la tierra", el público en general, al escuchar esta música orquestada y ejecutada por músicos profesionales identificados con el estilo, quiso que también fuera bailada. De ahí nacieron los "bailes de la tierra", que iban a representar, en unión de los "sonecitos" y "jarabitos", el sentido de mexicanidad durante los veinticinco años que precedieron al Grito de Independencia.
Este repertorio de "bailes de la tierra" bajó del escenario teatral, se sumó a los "sonecitos" y "jarabitos" que se ejecutaban fuera de él y llegó a todos los conjuntos de arpa, guitarras, guitarrones, violines, salterios y bandolones, que se encargaron de divulgarlo en las plazas, jardines, mercados, vecindades, etc., en donde la música netamente mexicana se necesitaba como elemento de atracción y era recibida y escuchada con gran alegría.
La producción de estos géneros musicales, ejecutados por conjuntos realmente típicos, cubrió todo el siglo XIX y los conjuntos dieron la dotación instrumental básica que, ampliada por las estudiantinas españolas visitantes, culminó en su desarrollo orquestal con la creación de la Orquesta Típica, fundada por Carlos Curti en el mes de agosto de 1884, según aparece en la copia del acta constitutiva publicada en "La Prensa", el lunes 5 de agosto de 1929.
La primera audición de esta Orquesta Típica fue privada y dedicada al General Porfirio Díaz, entonces Presidente de la República, quien tuvo a bien darle a la Orquesta el nombre de Orquesta Típica Mexicana. El concierto se efectuó el 20 de septiembre de 1884 en el Teatro del Conservatorio, y como obra principal se presentó un arreglo de varias melodías enlazadas, al que Carlos Curti, como autor lo intituló "Aires Nacionales Mexicanos" Ese Conjunto de melodías, cuyo origen era netamente popular, impresionó al auditorio por su belleza y lo perfecto de su ejecución.
Habían tenido que pasar cuarenta años desde que el 10 de febrero de 1844, un notable violonchelista alemán, Maximiliano Bohrer -nacido en Manheim en 1785- habiendo sido invitado para inaugurar el Teatro de Santa Anna hizo escuchar por primera vez, como obra de concierto, una Fantasía sobre sonecitos mexicanos y españoles, de la cual era autor y había intitulado "El Carnaval de México". Fue tan impactante la actuación de este gran artista al presentar música popular mexicana arreglada en esa forma, que a partir de ese momento, gran número de artistas extranjeros que visitaron México, trataron de hacer lo mismo, algunos de ellos hasta vistiendo los trajes típicos nacionales. Como ejemplo tenemos al pianista y compositor vienés Enrique Herz, la cantante inglesa Ana Bishop y los bailarines Corby y Viethoff, de la Compañía Coreográfica de Hipólito Montplaisir. Los jóvenes músicos mexicanos de entonces, habrían de aprovechar esta enseñanza.
Después de una serie de conciertos públicos en diferentes lugares de la capital, la Orquesta Típica Mexicana dio un concierto en el Teatro Arbeu, dedicado a las H. Colonias Extranjeras y a los estudiantes de México; esta audición, efectuada el 3 de diciembre de 1884 y en la que se refrendó el éxito del arreglo de Carlos Curti "Aires Nacionales mexicanos" fue de despedida, ya que la Orquesta había sido invitada para actuar en la Exposición Universal de Nueva Orleans, donde provocó gran admiración por su originalidad en todos aspectos. Al clausurarse la exposición recorrió algunas ciudades de los Estados Unidos y retornó a México por tener que reanudar Carlos Curti -al igual que algunos integrantes de la Orquesta- sus clases en el Conservatorio.
A fines de 1885 se organizó de nuevo la Orquesta Típica Mexicana, pero ya como empresa; salieron el 8 de enero de 1886 a Zacatecas, donde realizaron tres conciertos y siguieron rumbo a los Estados Unidos, Canadá, otra vez los Estados Unidos y Cuba, regresando a la República Mexicana en el mes de julio de 1887, donde en la ciudad de Puebla la Orquesta se disolvió. Antonio G. García que había sido instrumentsta de la orquesta con Carlos Curti, renace la Orquesta Típica Mexicana como director en 1892, con giras en el norte de la República Mexicana y en el sur de Estados Unidos. Estando de gira en Monterrey en enero de 1893, encuentran a Juventino Rosas que en unos meses radicó en Villa de Santiago y Monterrey en Nuevo León, y que ya muy reconocido por el éxito internacional del vals inmortal Sobre las olas, lo invitan a ser violinista de su orquesta típica, que acepta el compositor santacrucense. Antonio G. García dirigiendo la Orquesta Típica Mexicana y Juventino Rosas como violinista, se presentan el 16 y el 17 de febrero de 1893 en Laredo, Texas; el 18 de febrero en Nuevo Laredo, Tamaulipas; y el 20 del mismo mes en Corpus Christi, Texas. Se ignora porqué pero al regresar la orquesta a la Ciudad de México, García renunció la dirección de la orquesta típica. Dirigida por una sociedad, conociendo la potencialidad de su acervo musical y su prestigio del compositor Rosas, lo nombran como director de la Orquesta Típia Mexicana. Del 22 de mayo al 11 de agosto en la Exposición Mundial Colombina en Chicago, Juventino Rosas como director y violinista y la Orquesta Típica Mexicana obtienen éxitos, reconocimientos y delirio de aplausos en sus audiciones. Por su éxito de Rosas y otros músicos mexicanos, son invitados por una orquesta italiana a seguir en giras en otros estados norteamericanos y en Cuba. Los mexicanos aceptaron y Juventino como director de orquesta y violinista, integraron a la Compañía de la Orquesta Típica Ítalo-Mexicana con triunfo total hasta Cuba. Los mexicanos de la Orquesta Típica Mexicana que no fueron invitados por la compañía italiana, se regresaron a México, pero volvió a desaparecer la Orquesta Típica Mexicana.
En 1901, Juan Velázquez, buen músico y bajista, que había acompañado a Carlos Curti en su segunda gira con la Orquesta Típica Mexicana, formó un pequeño grupo típico para actuar en una zarzuela que se representaba en el Teatro Principal. Por lo agradable que se escuchaba su grupo, fue invitado para amenizar una fiesta que se ofrecía a D. Manuel Corral, que a la sazón ocupaba los puestos de Vicepresidente de la República y Secretario de Gobernación. Juan Velázquez aumentó el número de elementos de su grupo para convertirlo en Orquesta y su actuación fue sumamente elogiada.
El compositor Miguel Lerdo de Tejada –quien probablemente se encontraba como invitado en la fiesta mencionada puesto que gozaba de magníficas relaciones sociales y políticas– en un encuentro fortuito que tuvo con Juan Velázquez, encomió las cualidades de la Orquesta que aquel encabezaba y le brindó su apoyo y representación para la misma, abriéndole las puertas del Restaurante San Carlos para que trabajaran de las 13:00 a las 17:00 horas todos los días. Al poco tiempo, la Orquesta que había formado Juan Velázquez, abandonó a este, tomándola bajo su dirección Miguel Lerdo de Tejada, quien, con gran inteligencia, dedicación y apoyo gubernamental, marcó el principio de una era gloriosa para la que había de ser, andando el tiempo, la actual Orquesta Típica de la Ciudad de México.
Ya al frente de su Orquesta, Miguel Lerdo de Tejada salió a Buffalo, N.Y., en julio de 1901 y regresó en octubre del mismo año. En 1904 actuó en la Exposición de San Luis, Misuri. En 1909 acompañó al Gral. Porfirio Díaz a El Paso, Texas, donde el Presidente de México se entrevistó con el presidente de los Estados Unidos, W. H. Taft. En 1910, además de actuar con su orquesta en las fiestas del Centenario, organizó una Orquesta Típica de Señoritas para los mismos fines. En 1913 la Orquesta Típica Lerdo de Tejada fue uniformada con el traje de gala de los Rurales y en 1917, debutó en el Salón de Música de Cámara del Carnegie Hall el 2 de marzo, actuando por segunda vez el 4 de abril del mismo año, en función de despedida.
En el mes de septiembre de 1919, salió la Orquesta Típica Lerdo de Tejada a una gira por el norte de la República Mexicana y algunas ciudades estadounidenses, siendo la última Los Ángeles, Cal., de donde regresó a México en los primeros meses de 1920. En 1921, Miguel Lerdo de Tejada -quien desde el año anterior había sido nombrado Jefe de la Oficina de Espectáculos y había instituido el Consejo Cultural de la Ciudad de México- fue designado Organizador y Director de la Orquesta Típica del Centenario, que habría de participar en los festejos conmemorativos de la consumación de nuestra Independencia. En 1923, la Orquesta Típica Lerdo de Tejada realizó una gira por varios estados del centro de la República Mexicana.
No obstante que desde su fundación, la Orquesta Típica Mexicana y posteriormente la Orquesta Típica Lerdo de Tejada recibieron todo el apoyo moral y casi todo el económico de parte del Estado, (directamente del Presidente de la República o a través de los altos funcionarios del Gabinete), es hasta 1920 cuando asoman firmes indicios de querer incorporar dicho organismo musical a los servicios oficiales en forma definitiva. Con ese objeto, en el periodo 1920-1924, se creó la Orquesta Típica Presidencial, que fue sucesivamente dirigida por Juan Torreblanca, Miguel Lerdo de Tejada, José Briseño y Alfonso Esparza Oteo. El 31 de diciembre de 1924 desapareció la Orquesta Típica Presidencial.
En 1928, como resultado de una atinada coordinación entre el doctor Manuel Puig Casauranc (que era secretario de Educación Pública), Mr. Dwight Morrow, Embajador de los Estados Unidos en México y Miguel Lerdo de Tejada, aprovechando la visita a nuestro país del famoso aviador Charles A. Lindberg, fue posible la organización de una gira de la Orquesta Típica Lerdo de Tejada por los Estados Unidos y Canadá, contratada por el Circuito de Teatros Americanos Keith Albee Orpheum para actuar en cincuenta teatros pertenecientes al circuito. El debut de la Orquesta fue el 19 de febrero de 1928 en el St. Louis Teathre de la ciudad de St. Louis Misuri y la última actuación en el Keith's Teathre de Syracuse, N. Y., el 23 de diciembre del mismo año. Terminado el contrato, la Orquesta permaneció en Nueva York realizando grabaciones hasta mediados del mes de enero de 1929, regresando a México inmediatamente. Ya en esta ciudad, solo permaneció el tiempo necesario para organizar una gira por América del Sur, aunque por diversas razones solo pudo visitar las repúblicas de Guatemala y San Salvador, retornando a México de inmediato.
En noviembre de 1929, siendo Presidente de la República el Lic. Emilio Portes Gil y el Dr. Manuel Puig Casauranc, Regente de la Ciudad de México, por Decreto Presidencial se creó la Orquesta Típica de la Policía bajo la Dirección de Miguel Lerdo de Tejada. Desde su creación hasta el año de 1932 inclusive, la Orquesta se presentó en la Ciudad de México y estados de la República Mexicana cercanos, pero en 1933 y 1934 salió a los Estados Unidos a dos Convenciones Policiacas que se efectuaron en la ciudad de Chicago, Illinois. También en el año de 1934 acompañó, aunque reducida en la cantidad de sus elementos, al Gral. Lázaro Cárdenas en su campaña presidencial. En 1935 viajó la Orquesta Típica de la Policía a Washington, D. C., y en 1936 a Nueva York, San Diego y Los Ángeles.
En 1938, entre el 19 de marzo y el 30 de noviembre, la Orquesta Típica de la Policía viajó a Oakland, Stoponi, San Francisco, Los Ángeles, Tucson, Portland y Seattle en los Estados Unidos y a la República de Guatemala. En octubre de 1939 actuó la Orquesta en la Feria de Dallas y el martes 14 de noviembre del mismo año, salió a Guatemala para actuar en la Exposición Anual que ahí se celebraba.
El 6 de marzo de 1940, la Orquesta emprendió un viaje a la República de Chile y no pudiendo ir Miguel Lerdo de Tejada ni Pablo Marín, que eran Director y Subdirector titulares de la misma, por acuerdo del Presidente de la República, Gral. Lázaro Cárdenas, el Lic. Raúl Castellanos, Regente de la Ciudad en ese entonces, extendió un nombramiento de Subdirector Interino de la Orquesta Típica de la Ciudad de México a Mario Talavera. Esto fue por mediación del Lic. Luciano Kubli, quien estaba al frente de la Dirección General de Acción Cívica y cultivaba sincera amistad con Miguel Lerdo de Tejada y Mario Talavera. Es probablemente en este año de 1940, cuando cambió la denominación de Orquesta Típica de la Policía a Orquesta Típica de la Ciudad de México. El 26 de mayo del mismo año, después de haber obtenido un clamoroso éxito en cada uno de los lugares que pisaron, se encontraron de regreso ya en su patria todos los elementos que integraban la Orquesta Típica de la Ciudad de México.
El compositor Miguel Lerdo de Tejada, Director de la Orquesta Típica que desde 1901 formó Juan Velázquez y que se transformara sucesivamente en Orquesta Típica Lerdo de Tejada, Orquesta Típica de la Policía y por último en Orquesta Típica de la Ciudad de México, murió a las cinco de la tarde el día 25 de mayo de 1941 a la edad de 72 años. Nombrado por las autoridades del Departamento Central, atendiendo a sus méritos propios, lo sucedió en el puesto el Maestro Pablo Marín, Subdiector titular de la Orquesta desde 1929. Magnífico músico y ferviente enamorado de la música mexicana, enriqueció el repertorio de la Típica con gran número de arreglos y algunas composiciones propias. A su muerte, en 1960, fue nombrado director interino Jesús Corona, contemporáneo de Miguel Lerdo de Tejada y subdirector titular cuando Pablo Marín era director. Poco tiempo duró en ese puesto. Al ser elegido por Ernesto P. Uruchurtu, regente de la Ciudad, el compositor Ignacio Fernández Esperón (Tata Nacho) pasa a ocupar el puesto titular en ese mismo año y Jesús Corona regresó a la Subdirección.
El compositor Ignacio Fernández Esperón creó una nueva plaza de Subdirector para que la ocupara Félix Sanatana, también magnífico músico arreglista, quien hasta su muerte, en 1972, la desempeñó y trabajando intensamente acrecentó el repertorio de la Típica con una serie de arreglos musicales muy bien logrados.
Al morir Tata Nacho en 1968, de nuevo tomó la Dirección de la Orquesta Típica de la Ciudad de México el Maestro Jesús Corona, pero ya con el carácter de Titular, nombramiento que le fue ratificado por las autoridades del Departamento Central, aunque debido a su edad, casi delegó toda la actividad musical en Félix Santana y en un joven músico, el Maestro Jesús Galarza Acosta, que le sucedió en el puesto con el carácter de Director Interino en abril de 1975, fecha en que se jubiló el Maestro Jesús Corona.
En el mes de abril de 1977 interviene por primera vez en la historia de la Orquesta Típica de la Ciudad de México, la Comisión Mixta de Escalafón del Departamento Central y somete a concurso la plaza de Director Titular, participando en él los Subdirectores de la Orquesta, Maestros Delio Solís Alvarado y Daniel Zarabozo Gutiérrez, resultando triunfador por veredicto unánime del jurado.
La Orquesta Típica de la Ciudad de México (siglas: OTCM) recibió este apelativo desde 1940, siendo precedido desde su fundación por los nombres de: "Orquesta Típica Mexicana" (1884-1887); "Orquesta Típica Lerdo" (1901-1920); "Orquesta Típica Presidencial" (1920-1924); Orquesta Típica Lerdo de Tejada (1928) y "Orquesta Típica de la Policía" (1929-1940), nombrada así por decreto del Presidente Lic. Emilio Portes Gil.
Ha sido dirigida desde 1884 por los siguientes músicos mexicanos:
- Carlos Curti (1884-1887);
- Antonio G. García (1892-1893);
- Juventino Rosas (1893);
- Juan Velázquez (1901);
- Miguel Lerdo de Tejada  (1901-1941);
- Pablo Marín (de 1941-1960 );
- Mario Talavera Andrade (1941, como subdirector interino en la gira por la República de Chile);
- Ignacio Fernández Esperón "Tata Nacho" (1960-1968);
- Jesús Corona (1968-1975);
- Félix Santana (1968-1975 como subdirector);
- Jesús Galarza Acosta (1975-1977, 2008-2010);
- Daniel Zarabozo Gutiérrez (1977-1988);
- José Antonio Zavala Rocha (1988-1992);
- Armando Zayas Pérez (1992-1998);
- Mario Kuri Aldana (1998-2001);
- Sergio Eckstein Ugarte (2001-2005).
- Jesús Galarza Acosta (2006-2013)
- Arturo Quezadas Luna (2014-2017).
- Luis Manuel Sánchez Rivas (2017-2020).
- Salvador Guízar Murillo (2020-2023).
- Alberto Torres Xolocotzi (2023-2025).

## Integrantes actuales
Concertino: Africa Denys Santiago Guerrero.
INSTRUMENTOS TÍPICOS
Salterios chicos:
Guadalupe Trejo Ramos*,
Noemí Pérez Pérez.
Salterios grandes: David Armas Jaramillo, María Elena García López.
Bandolones:
Mariano Herrera Castro, Francisco Herrera Caballero,
Guillermo Soriano Escamilla,
Francisco Rafael Contreras.
Guitarras:
Luis Carlos Martínez Alvarado*,
Carlos Francisco Gómez Muñoz.
Bajosextos:
Jesús Abraham Trejo Ramos, 
Julio Trejo Candelas.
Marimba chiapaneca:
Eduardo Enrique Hernández Feliciano,
Sandra Yaneth Moreno Moreno,
Maribel Pedraza Calderón.
CUERDA
Violines primeros: Africa Denys Santiago Guerrero*,
María de Lourdes Zavaleta Torres, 
Jesús Fernando Márquez Franco. 
Violines segundos: Óscar Cristóbal Ruiz Pérez*,
Anahí Ruiz Miranda, Óscar Cadena Hernández, Alejandro Estrello Estrello,
Norberto Sosa Martínez.
Violas: Nycte Irene Sánchez Figueroa*,
Verónica Peralta Salcedo,
Mónica Patricia Corona Espinosa, Rosalía Esparza Reyes.
Violonchelos:
Carlos Pablo Velarde Paredes,
Abraham Hernández Velázquez,
Carlos Alberto López Erazo.
Contrabajos:
Ángel Paris García Becerril*,
Luis Fernando Echevarría Cervantes,
Manuel Sandoval Carranza.
ALIENTOS MADERA
Flauta:
Diego Julián Sánchez Méndez*.
Piccolo:
Margarito Torres Durán.
Oboes:
Rogelio Caballero Rosas*,
María del Carmen Ontiveros Serna.
Clarinete:
Jorge Mauricio Hernández.
Fagot:
Ana Penélope González Pérez.
ALIENTOS METAL
Trompeta:
Elías Antonio Pérez Carranza.
Trombones:
Emanuel Pérez Ontiveros*,
Enrique Isauro Sida Olguín. 
Corno francés:
René Martínez Ramos,
Alfredo González Bautista, Rey David Durán Álvarez.
Tuba: 
Pascual Clavijo Juárez.
PERCUSIONES
Timbales:
Gabriela Orta Quintana*.
Percusiones:
Darío Solís Landa*,
Óscar Ramírez de Jesús,
Gabriel Edmundo Lugo Vélez.
Arpa:
Yani Ameyalli Bonilla Peña.
(*) Principal de sección.
CORO:
Dirección Coral: Noel Josafat García Melo.
Pianista acompañante: Jean Mitchel Casas Castellanos.
SOPRANOS
Yvonne González Ramos,
Wendy Marla Oviedo Haro,
Citlali Carrillo Gutiérrez.
MEZZOSOPRANOS
Estrellita Ríos Rosario,
Jessica Manzanares Espinosa,
Sandra Córdoba Salas, Araceli Pérez Martínez. 
TENORES
Juan Darío Espinoza Córdoba, Enrique Rodríguez Gutiérrez, Sergio Abraham Peña Cisneros, Juan Luis Villanueva Zamudio, Marco Antonio Lozano Hernández.
BARÍTONOS
Rubén Antonio Morales Luque, Luis Octavio Martínez Padilla.

Ha sido dirigida de 1884 a la fecha por los siguientes músicos mexicanos:
- Carlos Curti (1884-1887)
- Antonio G. García (1892-1893)
- Juventino Rosas (1893)
- Juan Velázquez (1901)
- Miguel Lerdo de Tejada
- Pablo Marín (1941-1960)
- Mario Talavera Andrade
- Ignacio Fernández Esperón "Tata Nacho" (1960-1968)
- Jesús Corona (1968-1975)
- Félix Santana (1968-1975)
- Jesús Galarza Acosta (1975-1977)
- Daniel Zarabozo Gutiérrez (1977-1988)
- José Antonio Zavala Rocha (1988-1992)
- Armando Zayas Pérez (1992-1998)
- Mario Kuri Aldana (1998-2001)
- Sergio Eckstein Ugarte (2001-2005)
- Jesús Galarza Acosta (2006-2013)
- Arturo Quezadas Luna (2014-2017)
- Luis Manuel Sánchez Rivas (2017-2020)
- Salvador Guízar Murillo (2020-2023)
- Alberto Torres Xolocotzi (2023-2026)

### Primera Época. 1884-1887.
Carlos Curti y la Orquesta Típica Mexicana.
La orquesta típica fue concebida originalmente por el salterista Encarnación García y el bandolonista Andrés Díaz de la Vega pero su creación se consolidó en las manos de su director y fundador, el Xilofonísta y compositor Carlos Curti (1861-1926), entre el 1° y el 24 de agosto de 1884.
Estuvo conformada por 19 músicos, casi todos ellos provenientes del Conservatorio y distribuidos de la siguiente manera:
- Flauta. Anastasio Meneses.
- Arpa. Juan Curti.
- Salterios. Encarnación García y Mariano Aburto.
- Bandolones primeros. Andrés Díaz de la Vega. Pedro Zariñana, Mariano Pagani y Apolonio Domínguez.
- Bandolones segundos. Vidal Ordaz, Vicente Solís y José Borbolla.
- Guitarras. Pantaleón Dávila y Pedro Dávila.
- Violines. Antonio Figueroa y Enrique Palacios.
- Viola: Buenaventura Herrera.
- Violonchelos. Rafale Galindo y Eduardo Gabrielli.
- Xilófono. Carlos Curti.

Debutó la noche del sábado 20 de septiembre de 1884 en un concierto privado, realizado en el Teatro del Conservatorio y alternando con la Orquesta de este último. Interpretó -durante la tercera parte del programa- las siguientes cinco obras:
- 1.Obertura de la Opera "Raymond" de Ambroise Thomas.
- 2.Mazurca "Los Ecos" para salterio solo de Encarnación García.
- 3.Fantasía sobre la Opera "Norma" de Vincenzo Bellini.
- 4.Marcha de la Opera "Tanhäuser" de Richard Wagner.
- 5.Aires Nacionales Mexicanos de Carlos Curti.

Éste concierto contó con la presencia del entonces presidente de México, General Porfirio Díaz, quien en ese momento la nombró "Orquesta Típica Mexicana".
Durante los siguientes 3 años la orquesta realizó varias giras; la primera a los Estados Unidos, iniciando en la Exposición Universal de Nueva Orleans y continuando en Nueva York y varias ciudades de los E.U. La segunda gira comenzó en enero de 1886 visitando Zacatecas y luego, nuevamente los E.U., Canadá y Cuba regresando a la Ciudad de México en junio de 1887. Súbitamente la orquesta se desintegró en la ciudad de Puebla.
Poco se sabe de la suerte de la Orquesta Típica Mexicana después de tan repentina disolución. Era de entenderse que los músicos que la conformaban debían regresar a sus actividades académicas que habían abandonado en el Conservatorio Nacional de Música a causa de las giras. Entre estos se hallaba el Sr. Curti, quien poco después se dedicó a dirigir la orquesta del Circo Orrín. Se sabe que después formaría otra agrupación llamada “Orquesta Mexicana Curti” con la que haría varias grabaciones en Nueva York para la firma “Columbia” en 1905, 1906 y 1912.
Durante los últimos años del siglo XIX, era de esperarse que se formaran distintas agrupaciones que se pareciesen a la Orquesta Típica Mexicana, incluso algunas con integrantes de la “Típica” original. Fue precisamente Juan Velázquez uno de estos músicos, que en 1901 formaría una orquesta típica para acompañar una Zarzuela en el Teatro Principal.

## Orquestas Típicas de México
- Orquesta Típica Yukalpetén
- Orquesta Típica Juvenil de México
- Orquesta Típica "Daniel García Blanco"
- Orquesta Típica Bicentenario
- Orquesta Típica de Puebla
- Orquesta Típica de Querétaro
- Orquesta Típica de Sonora
- Orquesta Típica de Zacatecas
- Orquesta Típica de Guadalajara
- Orquesta Típica de Campeche "Ah Kim Pech"
- Orquesta Típica de Oaxaca.
- Orquesta Típica de Jalisco (antes Orquesta Típica de Guadalajara)